# Tatort: Das Mädchen von gegenüber
Das Mädchen von gegenüber ist ein deutscher Fernsehfilm aus der ARD-Krimireihe Tatort. Die Folge 82 war zugleich der 12. Fall von Hansjörg Felmy als Kommissar Heinz Haferkamp. Das Drehbuch wurde von Martin Gies verfasst und von dessen Bruder Hajo Gies filmisch umgesetzt. Die Erstausstrahlung erfolgte am 4. Dezember 1977.

## Handlung
Der 15-jährige Karl-Heinz, genannt Kalle, stellt der gleichaltrigen Bärbel nach. Das Mädchen, das jenseits des Bahndamms gegenüber von Kalles Elternhaus wohnt, zeigt aber keinerlei Interesse an ihrem Mitschüler. Als er sie nach einem Kirmesbesuch anspricht und ihr anbietet, sie auf dem Fahrrad mitzunehmen, lehnt sie ab und steigt stattdessen in den nächsten Bus. Kalle fährt dem Bus hinterher und folgt ihr schließlich auch in ein altes, heruntergekommenes Bahnhofsgebäude, wo Bärbel sich verabredet hat. Trotz der Dunkelheit entdeckt sie ihn, und als er sich ihr nähert, kommt es zwischen beiden zu einer Rangelei. Als plötzlich eine männliche Stimme Bärbels Namen ruft, gerät Kalle in Panik. Er hält ihr, während an der nahegelegenen Gleisanlage gerade ein Zug durchfährt, den Mund zu, dabei fällt das Mädchen unglücklich. Als der Junge begreift, was passiert ist, läuft er entsetzt davon. Der Mann findet Bärbel tot auf.
Im Zuhause der Schülerin trifft Kommissar Haferkamp auf einen von der Nachtschicht heimgekehrten Vater. Die Mutter ist nicht anwesend. Sie hatte sofort nach Auffinden der toten Tochter einen Schock erlitten und war ins Krankenhaus eingeliefert worden. Der Vater, so stellte sich bald heraus, hegte kaum Interesse für seine Tochter. Bärbels Schwärmereien in ihrem Schulheft für einen Jungen namens Klaus bleiben Haferkamp jedoch ebenso wenig verborgen wie das Miles-Davis-Album Sketches of Spain auf ihrem Plattenspieler, zugleich die einzige Jazzaufnahme in ihrer Plattensammlung. Als er Bärbels Klassenlehrer in dessen Wohnung aufsucht, um sich ein genaueres Bild von dem toten Mädchen zu machen, trifft er dort nur Ehefrau Jutta an. Im Hintergrund ist Musik von Herbie Hancock zu hören. Zur Überraschung von Frau Linder entpuppt sich der Kommissar als Jazz-Kenner, sie bittet Haferkamp herein. Arglos erzählt sie, sie hätte für das Hancock-Konzert am Abend zuvor noch eine Karte übrig gehabt, da ihr Mann sie nicht begleiten konnte. Beide beginnen, durchaus voneinander angetan, eine Unterhaltung, in deren Verlauf sie auch die Lieblingsplatte ihres Mannes auflegt: Sketches of Spain. Auch spricht sie freimütig über die offene Beziehung, die das Ehepaar führt, und erklärt, dass ihr Mann eine Freundin habe, wobei  sie sich eine Beziehung ihres Mannes zu einer Schülerin nicht vorstellen kann. Als Linder nach Hause kommt, reagiert er auf Haferkamps Fragen gereizt und erweist sich zudem als wenig glaubwürdig, als er nach seinem Alibi für die Tatzeit befragt auf den Konzertbesuch mit seiner Frau verweist. Obwohl Frau Linder bei Haferkamp für ihren Mann um Nachsicht bittet, zeigt sich dieser auch bei späteren Befragungen äußerst unkooperativ und weigert sich, die Identität seiner Geliebten, mit der er am fraglichen Abend zusammen gewesen sein will, preiszugeben.
Durch sein Verhalten wird Linder schnell zum Hauptverdächtigen. Doch auch Kalle, der von Zeugen zuletzt an der Bushaltestelle mit Bärbel gesehen wurde, scheint etwas zu verheimlichen. Bei Befragungen gibt er sich einsilbig und streitet ab, auf dem Heimweg am Bahnhofsgebäude vorbeigekommen zu sein, obwohl sein Nachhause-Weg dort entlangführt, seinem Klassenleiter geht er aus dem Weg. Als der Junge Haferkamp gegenüber schließlich zugibt, Linder am Tatabend am alten Bahnhof gesehen zu haben, entzieht sich dieser der Verhaftung und flüchtet mit seinem Wagen. Er will Kalle, den er für den Täter hält, zur Rede stellen. Unter einem Vorwand holt er den Jungen von zu Hause ab und fährt mit ihm zum Bahnhofsgelände. Dort konfrontiert er Kalle mit seinem Verdacht und setzt ihn massiv unter Druck, doch der Junge reißt sich los und läuft davon. Als Linder verhaftet wird, gibt er zu, mit Bärbel ein Verhältnis gehabt zu haben. Er beteuert aber, dass das Mädchen schon tot gewesen sei, als er zum verabredeten Treffpunkt kam, und dass er Kalle als Täter vermutet. Haferkamp schenkt seiner Aussage jedoch keinen Glauben und Linders Befürchtung, der Junge könne sich womöglich etwas antun, kein Gehör. Erst als der Kommissar in Kalles Zimmer im Papierkorb ein zusammengeknülltes Geständnis findet, erkennt er seinen Irrtum. Eine fieberhafte Suche nach dem Jungen beginnt. Derweil streift Kalle, geplagt von Schuldgefühlen, in wachsender Verzweiflung durch die nächtliche Stadt. Er kehrt zwar noch einmal unbemerkt auf das elterliche Grundstück zurück, wo bereits die Polizei auf ihn wartet, glaubt sich aber in einer aussichtslosen Situation, daraufhin entnimmt er aus der elterlichen Garage ein Paket mit Rattengift und flieht erneut. Auf dem Rummelplatz nimmt Kalle schließlich das Gift zu sich, der daraufhin zunehmend orientierungsloser wirkende Junge wird von Schaustellern und Kirmes-Besuchern für betrunken gehalten. Als Haferkamp ihn schließlich findet, ist es zu spät.

## Hintergrund
Jürgen Prochnow, zu jener Zeit bereits ein etablierter Darsteller durch Hauptrollen in dem Tatort Jagdrevier und Kinofilmen wie Einer von uns beiden und Die Verrohung des Franz Blum, spielt hier einen Lehrer um die 30, der – ähnlich wie in der Tatort-Folge Reifezeugnis, die wenige Monate zuvor im März 1977 ausgestrahlt wurde – eine Beziehung mit einer minderjährigen Schülerin hat und unter Mordverdacht gerät. In einem eher kleinbürgerlichen Milieu angesiedelt, ist es hier jedoch der Junge, der zunehmend unter Druck gerät und am Ende keinen Ausweg mehr weiß. In der Rolle von Kalles überfürsorglicher Mutter ist Eva Maria Bauer zu sehen, die in den 1980er Jahren als Oberschwester Hildegard in der Fernsehserie Die Schwarzwaldklinik bekannt wurde. Für Hajo Gies, der sich als Regisseur zahlreicher Schimanski-Filme einen Namen machen sollte, war Das Mädchen von gegenüber seine erste Regiearbeit für den Tatort.

### Drehorte
Die Dreharbeiten fanden im April und Mai 1977 in Essen und auf dem Gelände der Bavaria Atelier GmbH in München statt. Als Drehort-Schwerpunkt der Folge diente der Essener Osten. So befinden sich die Wohnhäuser von Kalles und Bärbels Eltern in den Straßen Kleverkämpchen und Wegmannstraße in Essen-Horst. Das Wohnhaus von Kalle befindet sich in der Straße Kleverkämpchen Nr. 18. Das Wohnhaus von Bärbel ist das Haus Wegmannstraße Nr. 11; im Film ist dieses Haus nur von der zum Bahndamm gerichteten Rückseite zu sehen.  Die Kirmes befand sich auf dem mittlerweile sehr veränderten Kaiser-Wilhelm-Platz in Essen-Steele. Das „Steeler City Center“ und Steeles Kirchtürme sind mehrfach gut zu erkennen. Als Drehort für das alte Bahnhofsgebäude, in welchem Bärbel von Kalle erdrosselt wird, diente das ehemalige Empfangsgebäude des Bahnhofes Essen-Katernberg Nord an der Bischoffstraße in Essen-Altenessen. Die Schulszenen entstanden im Schulzentrum Am Stoppenberg im Stadtteil Essen-Stoppenberg. Die Dreharbeiten an der Wohnung des Ehepaars Linder entstanden in Putzbrunn, östlich von München. Zudem entstanden Aufnahmen am Haltepunkt Essen-Eiberg (Rampe) sowie auf den Gleisen der S6 in Essen-Stadtwald.

### Musik
In Das Mädchen von gegenüber ist wiederholt das Eröffnungsstück des Albums Sketches of Spain (1960), Miles Davis’ Interpretation des zweiten Satzes, Adagio, aus Joaquín Rodrigos Concierto de Aranjuez zu hören, das zugleich den atmosphärischen Grundton vorgibt. Birger Heymann greift diesen in seiner musikalischen Gestaltung auf und unterstreicht den melancholischen Unterton der Tatort-Folge in Form eines wiederkehrenden Klavier-Motivs. Der Film zeigt den Einzelgänger Kalle dabei auf seinen Fahrrad-Streifzügen durch ein Essen in überwiegend trist-grauen Farben und – im augenfälligen Kontrast dazu – inmitten der nächtlich-bunten Lichterwelt der Kirmes, die wiederholt als Schauplatz dient. Nach Ansicht des Zeit-Rezensenten verstärke die Musikuntermalung jedoch dort, wo sie „gar zu unheilsschwanger“ daherkommt, die Bildeindrücke auf unnötige Weise. Der Tatort klingt am Ende auch mit der Pianomelodie aus und verzichtet auf die typische Abspannmusik.

## Kritik
Der Rezensent der Zeit zeigt sich sichtlich eingenommen von der filmischen Umsetzung und erkennt in dem Tatort einen „Anti Action Film von Rang: keine schrillen Effekte […], kein melodramatisches Spiel […], kein falsches Pathos und, vor allem, kein einziges Wort, das auch hätte anders gesagt werden können.“ Stattdessen beschreiben Kamerafahrten „phantasievoll und wortlos exakt“ die Atmosphäre, bebildern „eine Bluse vorm Fenster, ein beleuchtetes Schienenpaar, ein Vorstadtjahrmarkt, das Riesenrad vor der Kirche, der erleuchtete Amüsierbetrieb in seiner Traurigkeit“ ruhig erzählte Passagen. „Epische Bildsequenzen, am Ende verknappt, im Wechselspiel mit kurzen, gelegentlich bis zur Stichomythie zugespitzten Dialogen“, einem Tischtennis-Spiel gleich, bilden die Grundstruktur des Films, die sich jedoch nie aufdränge. Neben „Natürlichkeit bis ins Detail hinein“ punkte der Film durch „die Verwandlung der Aktion ins Angedeutete und die Verlagerung des Geschehens vom (vermeintlichen) Hauptschauplatz auf jene Nebenschauplätze, wo in Wahrheit das Eigentliche und Dramatische geschieht.“ Und das ereigne sich nicht auf einem Kommissariat, „sondern in den Straßen, die ein Junge durchstreift, nicht in den Straßen, sondern in den Gedanken des Jungen.“ Das Resultat sei, so der Rezensent, „überzeugend und, dank langer Bilder und knapper Sätze, geeignet, hinter dem belanglosen äußeren Vorgang den weit wichtigeren inneren zu verdeutlichen: das Gedachte und Gefühlte, das Erträumte und Befürchtete.“ Filmportal.de nennt Das Mädchen von gegenüber eine der Tatort-Folgen von Regisseur Hajo Gies, die „mittlerweile als Klassiker der Serie [gelten].“